# Parlement de Jamaïque
Le Parlement de Jamaïque (en anglais : Parliament of Jamaica) est l'organe législatif bicaméral de Jamaïque. Il se compose :
- du monarque de Jamaïque, représenté par le gouverneur général ;
- d'une chambre haute, le Sénat ;
- d'une chambre basse, la Chambre des représentants.